# Luxembourg au Concours Eurovision de la chanson
Le Luxembourg a participé au Concours Eurovision de la chanson, de sa première édition, en 1956, jusqu’à sa trente-huitième édition, en 1993. Il a remporté la victoire à cinq reprises : en 1961, 1965, 1972, 1973 et 1983. Le pays se retire du Concours de 1994 à 2023 puis revient en 2024, soit 31 ans après sa dernière participation.

## Participation
Le Luxembourg est un des sept pays fondateurs du Concours Eurovision de la chanson, avec l’Allemagne, la Belgique, la France, l'Italie, les Pays-Bas et la Suisse.
Le pays a donc participé dès le début du concours en 1956 à 1993, ne manquant alors au total qu’une seule édition, en 1959.
En 1993, après trente sept ans de participation, le Luxembourg termina à la vingtième place. À la suite de l’instauration du principe de relégation, le pays fut empêché de participer à l’édition 1994 du concours. Cela précipita son retrait, basé sur des motifs financiers.
Le 5 décembre 2023, l'Union européenne de radio-télévision publie la liste officielle des participants du Concours Eurovision de la chanson 2024. Parmi eux, figure le Luxembourg. Le pays participe de nouveau au Concours Eurovision de la chanson, après 30 années d'absence. Le Luxembourg détient le record de la plus longue attente entre deux participations.
Lors de son retour en 2024, le Luxembourg se qualifie pour la finale.

## Résultats
Le Luxembourg a remporté le concours à cinq reprises.
- La première fois, en 1961, avec la chanson Nous les amoureux, interprétée par Jean-Claude Pascal[5].

- La deuxième fois, en 1965, avec la chanson Poupée de cire, poupée de son, interprétée par France Gall[6]. Les répétitions avaient pourtant été interrompues par un incident, qui se produisit entre l'orchestre italien et la délégation luxembourgeoise. Les musiciens n'apprécièrent guère l'attitude à leur égard de l'auteur-compositeur de la chanson, Serge Gainsbourg. Certains comparèrent alors sa partition au bruit du galop d'un cheval et d'autres le huèrent. Gainsbourg, furieux, claqua la porte des répétitions et menaça de retirer sa chanson du concours. Un compromis finit par être trouvé mais une certaine tension persista, qui se refléta dans l'attitude et la prestation de France Gall, déstabilisée par l'incident[7]. Après sa victoire, la chanson rencontra un immense succès partout en Europe et pour la première fois de l'histoire du concours, dans le monde entier[8]. Lors de l'émission spéciale Congratulations : 50 ans du Concours Eurovision de la chanson, elle fut élue quatorzième meilleure chanson à avoir été présentée à l'Eurovision[9].

- La troisième fois, en 1972, avec la chanson Après toi, interprétée par Vicky Leandros[10]. La chanson, qui avait été composée par le père de Vicky Leandros, Léo Leandros, obtint un énorme succès, partout à travers le monde, et devint l’un des plus grands succès commerciaux de l’histoire du concours[11].

- La quatrième fois, en 1973, avec la chanson Tu te reconnaîtras, interprétée par Anne-Marie David. La chanson gagnante remporta alors 129 votes sur 160 possibles, soit 81 % du maximum. Il s'agit d'un record, tous systèmes de vote confondus[12].

- La cinquième fois, en 1983, avec la chanson Si la vie est cadeau, interprétée par Corinne Hermès[13].

Le pays n’a jamais terminé à la deuxième place, mais a terminé à deux reprises, à la troisième place : en 1962 et 1986. A contrario, le Luxembourg a terminé à la dernière place, à trois reprises (en 1958, 1960 et 1970) et a obtenu un nul point à une reprise (en 1970).

## Pays hôte

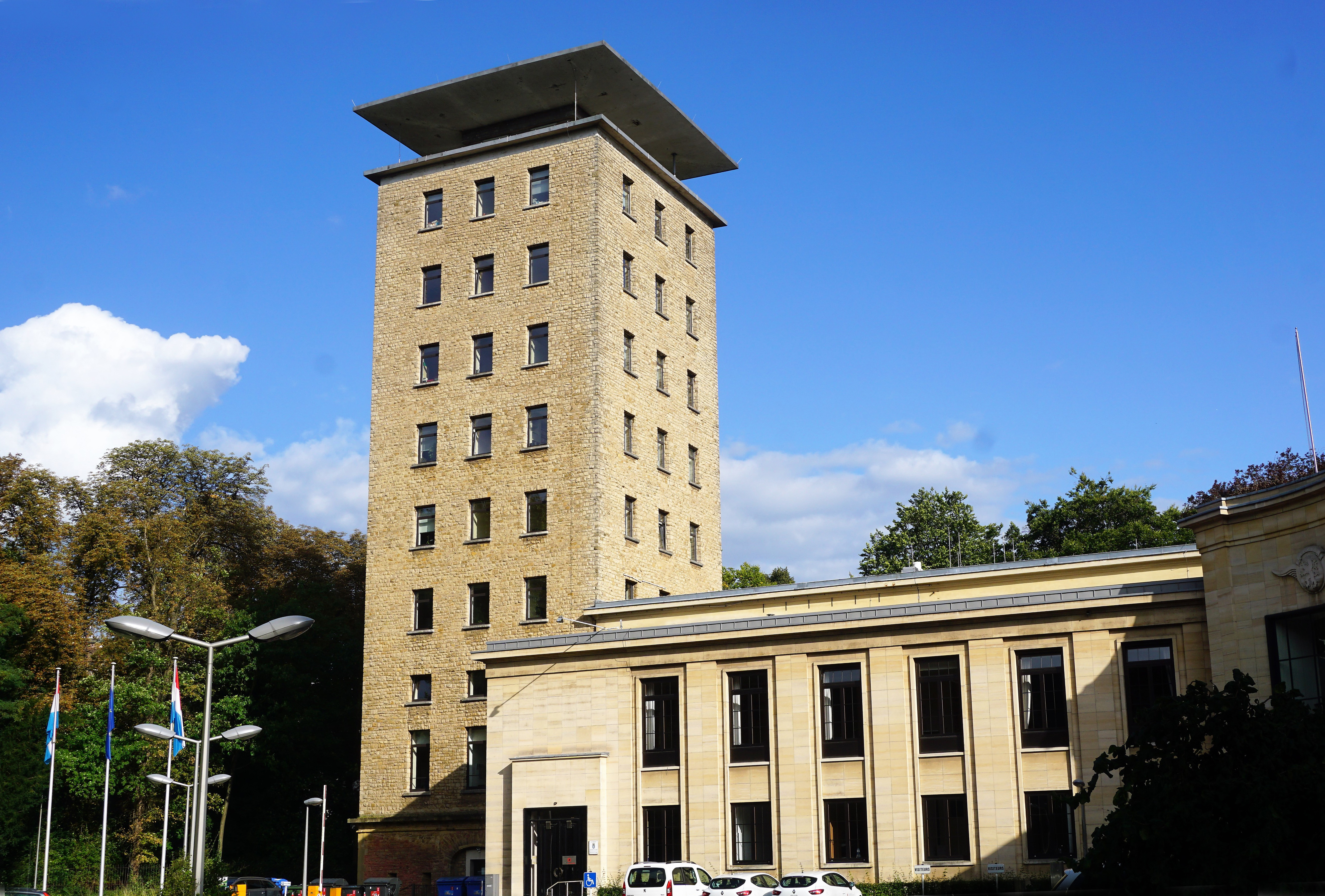
La Villa Louvigny à Luxembourg accueille l'évènement à deux reprises, en 1962 et en 1966.

À la suite de ses victoires, le Luxembourg a organisé le concours à quatre reprises : en 1962, 1966, 1973 et 1984.
En 1962, l'évènement se déroula le dimanche 18 mars, dans l’auditorium de la villa Louvigny, à Luxembourg. La présentatrice de la soirée fut Mireille Delannoy et le directeur musical, Jean Roderès. Ce fut la dernière fois que le concours eut lieu un dimanche. Par la suite, il se tint toujours un samedi.
En 1966, l'événement se déroula le samedi 5 mars, à nouveau dans l’auditorium de la Villa Louvigny. La présentatrice de la soirée fut Josiane Chen et le directeur musical, Jean Roderès. Les répétitions furent interrompues par un incident, entre l'orchestre luxembourgeois et la délégation italienne. Insatisfait de l'orchestration et excédé de ne pouvoir obtenir gain de cause, le représentant italien, Domenico Modugno, claqua la porte des répétitions. Il ne reparut plus ensuite, au point de mettre en question la participation de l'Italie. Le soir venu, Modugno revint pourtant et monta sur scène comme prévu pour interpréter sa chanson.
En 1973, l'évènement se déroula le samedi 7 avril, au Grand Théâtre de Luxembourg, à Luxembourg. La présentatrice de la soirée fut Helga Guitton et le directeur musical, Pierre Cao. À la suite de la participation d'Israël et de l'attentat de Munich l'année précédente, les mesures de sécurité furent considérablement renforcées. Selon le commentateur britannique Terry Wogan, le responsable de la sécurité recommanda aux spectateurs de demeurer assis durant tout le spectacle, spécialement durant les applaudissements. Cela afin d'éviter d'être abattus par les services de sécurité présents dans la salle.
En 1984, la soirée se déroula le samedi 5 mai, à nouveau au Grand Théâtre de Luxembourg. La présentatrice de la soirée fut Désirée Nosbusch (la plus jeune présentatrice de l'Eurovision à ce jour) et le directeur musical, Pierre Cao. La télévision luxembourgeoise rencontra des difficultés pour trouver un endroit suffisamment vaste et finit par se décider pour le Grand Théâtre, comme en 1973. La salle ne pouvant accueillir qu’un nombre restreint de spectateurs, les places ne furent disponibles que sur invitation. Ainsi, seuls les invités spéciaux, les représentants de la presse et les délégations étrangères purent prendre place dans le public.

## Faits notables
En 1970, le représentant luxembourgeois, David Alexandre Winter, n'était autre que le père de la chanteuse française Ophélie Winter. Durant le vote, il exigea d'obtenir le silence complet dans les coulisses, ce qui déplut aux autres concurrents. À la fin de l'annonce des résultats, il se retrouva ridicule, terminant dernier avec nul point.
En 1974, le Luxembourg, qui avait remporté et déjà organisé l'édition 1973, ne put se charger de l'organisation, faute de budget. Ce fut finalement la BBC qui s'offrit pour organiser le concours, qui eut lieu à Brighton et vit la victoire d'ABBA.
En 1978, les représentantes luxembourgeoises, le duo Baccara, étaient données favorites par les  bookmakers. Elles avaient en effet réalisé les meilleures ventes de disques l'année précédente avec leurs deux plus grands succès Yes Sir, I Can Boogie et Sorry, I'm A Lady. Elles représentaient en outre un certain internationalisme musical, puisqu'elles étaient de nationalité espagnole, qu'elles avaient été signées par la division allemande d’une maison de disques américaine et qu'elles représentaient le Luxembourg avec une chanson en français. Elles terminèrent cependant septièmes.
En 1981, la télévision luxembourgeoise décida de marquer le vingtième anniversaire de la victoire de Jean-Claude Pascal au concours de 1961, en rappelant le chanteur. Mais cette fois, Jean-Claude Pascal termina onzième.
En 1985, le pays se fit représenter par un groupe de six chanteurs, constitué spécialement pour l'occasion : Margo, Franck Olivier, Diane Solomon, Ireen Sheer, Chris & Malcolm Roberts. Ces représentants luxembourgeois détiennent toujours le record du plus long nom d'artiste de l'histoire du concours.

## Représentants
Durant ses années de participation, le Luxembourg a souvent recouru à des artistes et des auteurs étrangers pour le représenter. Ainsi, sur les trente-sept représentants luxembourgeois, seuls neuf représentants sont natifs du pays : Camillo Felgen en 1960 et 1962, Chris Baldo en 1968, Monique Melsen en 1971, Sophie Carle en 1984, Gast Waltzing du groupe Park Café en 1989, Sarah Bray en 1991, Marion Welter en 1992 , Modern Times en 1993 et Laura Thorn en 2025.
| Édition                 | Année | Artiste(s)                                                                  | Chanson                         | Langue(s)                | Traduction française | Finale           | Finale           | Demi-finale | Demi-finale |
| Édition                 | Année | Artiste(s)                                                                  | Chanson                         | Langue(s)                | Traduction française | Place            | Points           | Place       | Points      |
| ----------------------- | ----- | --------------------------------------------------------------------------- | ------------------------------- | ------------------------ | -------------------- | ---------------- | ---------------- | ----------- | ----------- |
| 1re                     | 1956  | Michèle Arnaud                                                              | Ne crois pas                    | Français                 | -                    | -                | -                |             |             |
| 1re                     | 1956  | Michèle Arnaud                                                              | Les Amants de minuit            | Français                 | -                    | -                | -                |             |             |
| 2e                      | 1957  | Danièle Dupré                                                               | Amours mortes (tant de peine)   | Français                 | -                    | 04               | 08               |             |             |
| 3e                      | 1958  | Solange Berry                                                               | Un grand amour                  | Français                 | -                    | 09               | 01               |             |             |
| 4e                      | 1959  | Retrait en 1959.                                                            | Retrait en 1959.                | Retrait en 1959.         | Retrait en 1959.     | Retrait en 1959. | Retrait en 1959. |             |             |
| 5e                      | 1960  | Camillo Felgen                                                              | So laang we's du do bast        | Luxembourgeois           | Tant que tu es là    | 13               | 01               |             |             |
| 6e                      | 1961  | Jean-Claude Pascal                                                          | Nous les amoureux               | Français                 | -                    | 01               | 31               |             |             |
| 7e                      | 1962  | Camillo Felgen                                                              | Petit Bonhomme                  | Français                 | -                    | 03               | 11               |             |             |
| 8e                      | 1963  | Nana Mouskouri                                                              | À force de prier                | Français                 | -                    | 08               | 13               |             |             |
| 9e                      | 1964  | Hugues Aufray                                                               | Dès que le printemps revient    | Français                 | -                    | 04               | 14               |             |             |
| 10e                     | 1965  | France Gall                                                                 | Poupée de cire, poupée de son   | Français                 | -                    | 01               | 32               |             |             |
| 11e                     | 1966  | Michèle Torr                                                                | Ce soir je t'attendais          | Français                 | -                    | 10               | 07               |             |             |
| 12e                     | 1967  | Vicky Leandros                                                              | L'amour est bleu                | Français                 | -                    | 04               | 17               |             |             |
| 13e                     | 1968  | Chris Baldo & Sophie Garel                                                  | Nous vivrons d'amour            | Français                 | -                    | 11               | 05               |             |             |
| 14e                     | 1969  | Romuald                                                                     | Catherine                       | Français                 | -                    | 11               | 07               |             |             |
| 15e                     | 1970  | David Alexandre Winter                                                      | Je suis tombé du ciel           | Français                 | -                    | 12               | 00               |             |             |
| 16e                     | 1971  | Monique Melsen                                                              | Pomme, pomme, pomme             | Français                 | -                    | 13               | 70               |             |             |
| 17e                     | 1972  | Vicky Leandros                                                              | Après toi                       | Français                 | -                    | 01               | 128              |             |             |
| 18e                     | 1973  | Anne-Marie David                                                            | Tu te reconnaîtras              | Français                 | -                    | 01               | 129              |             |             |
| 19e                     | 1974  | Ireen Sheer                                                                 | Bye Bye I Love You              | Français                 | Au revoir, je t'aime | 04               | 14               |             |             |
| 20e                     | 1975  | Géraldine                                                                   | Toi                             | Français                 | -                    | 05               | 84               |             |             |
| 21e                     | 1976  | Jürgen Marcus                                                               | Chansons pour ceux qui s'aiment | Français                 | -                    | 14               | 17               |             |             |
| 22e                     | 1977  | Anne-Marie B.                                                               | Frère Jacques                   | Français                 | -                    | 16               | 17               |             |             |
| 23e                     | 1978  | Baccara                                                                     | Parlez-vous français ?          | Français                 | -                    | 07               | 73               |             |             |
| 24e                     | 1979  | Jeane Manson                                                                | J'ai déjà vu ça dans tes yeux   | Français                 | -                    | 13               | 44               |             |             |
| 25e                     | 1980  | Sophie & Magaly                                                             | Papa Pingouin                   | Français                 | -                    | 09               | 56               |             |             |
| 26e                     | 1981  | Jean-Claude Pascal                                                          | C'est peut-être pas l'Amérique  | Français                 | -                    | 11               | 41               |             |             |
| 27e                     | 1982  | Svetlana                                                                    | Cours après le temps            | Français                 | -                    | 06               | 78               |             |             |
| 28e                     | 1983  | Corinne Hermès                                                              | Si la vie est cadeau            | Français                 | -                    | 01               | 142              |             |             |
| 29e                     | 1984  | Sophie Carle                                                                | 100 % d'amour                   | Français                 | -                    | 10               | 39               |             |             |
| 30e                     | 1985  | Margo, Franck Olivier, Diane Solomon, Ireen Sheer, Chris et Malcolm Roberts | Children, Kinder, Enfants       | Français                 | -                    | 13               | 37               |             |             |
| 31e                     | 1986  | Sherisse Laurence                                                           | L'amour de ma vie               | Français                 | -                    | 03               | 117              |             |             |
| 32e                     | 1987  | Plastic Bertrand                                                            | Amour, amour                    | Français                 | -                    | 21               | 04               |             |             |
| 33e                     | 1988  | Lara Fabian                                                                 | Croire                          | Français                 | -                    | 04               | 90               |             |             |
| 34e                     | 1989  | Park Café                                                                   | Monsieur                        | Français                 | -                    | 20               | 08               |             |             |
| 35e                     | 1990  | Céline Carzo                                                                | Quand je te rêve                | Français                 | -                    | 13               | 38               |             |             |
| 36e                     | 1991  | Sarah Bray                                                                  | Un baiser volé                  | Français                 | -                    | 14               | 29               |             |             |
| 37e                     | 1992  | Marion Welter                                                               | Sou fräi                        | Luxembourgeois           | Si libre             | 21               | 10               |             |             |
| 38e                     | 1993  | Modern Times                                                                | Donne-moi une chance            | Français, luxembourgeois | -                    | 20               | 11               |             |             |
| Retrait de 1994 à 2023. |       |                                                                             |                                 |                          |                      |                  |                  |             |             |
| 68e                     | 2024  | TALI                                                                        | Fighter                         | Français, anglais        | Combattant           | 13               | 103              | 05          | 117         |
| 69e                     | 2025  | Laura Thorn                                                                 | La poupée monte le son          | Français                 | -                    | 22               | 47               | 07          | 62          |
| 70e                     | 2026  |                                                                             |                                 |                          |                      |                  |                  |             |             |

- Première place
- Deuxième place
- Troisième place
- Dernière place
- Luxembourg organisateur

 Qualification automatique en finale
 Élimination en demi-finale

## Galerie

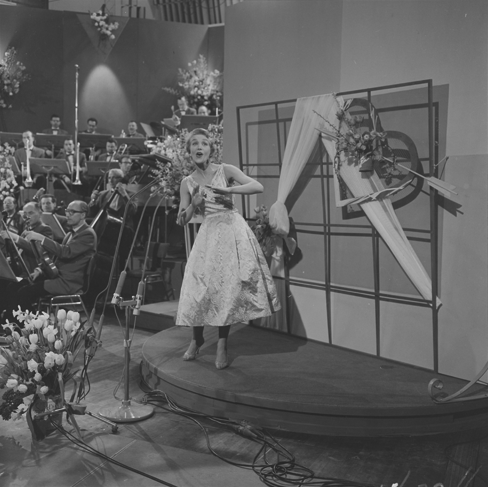
Solange Berry à Hilversum (1958).
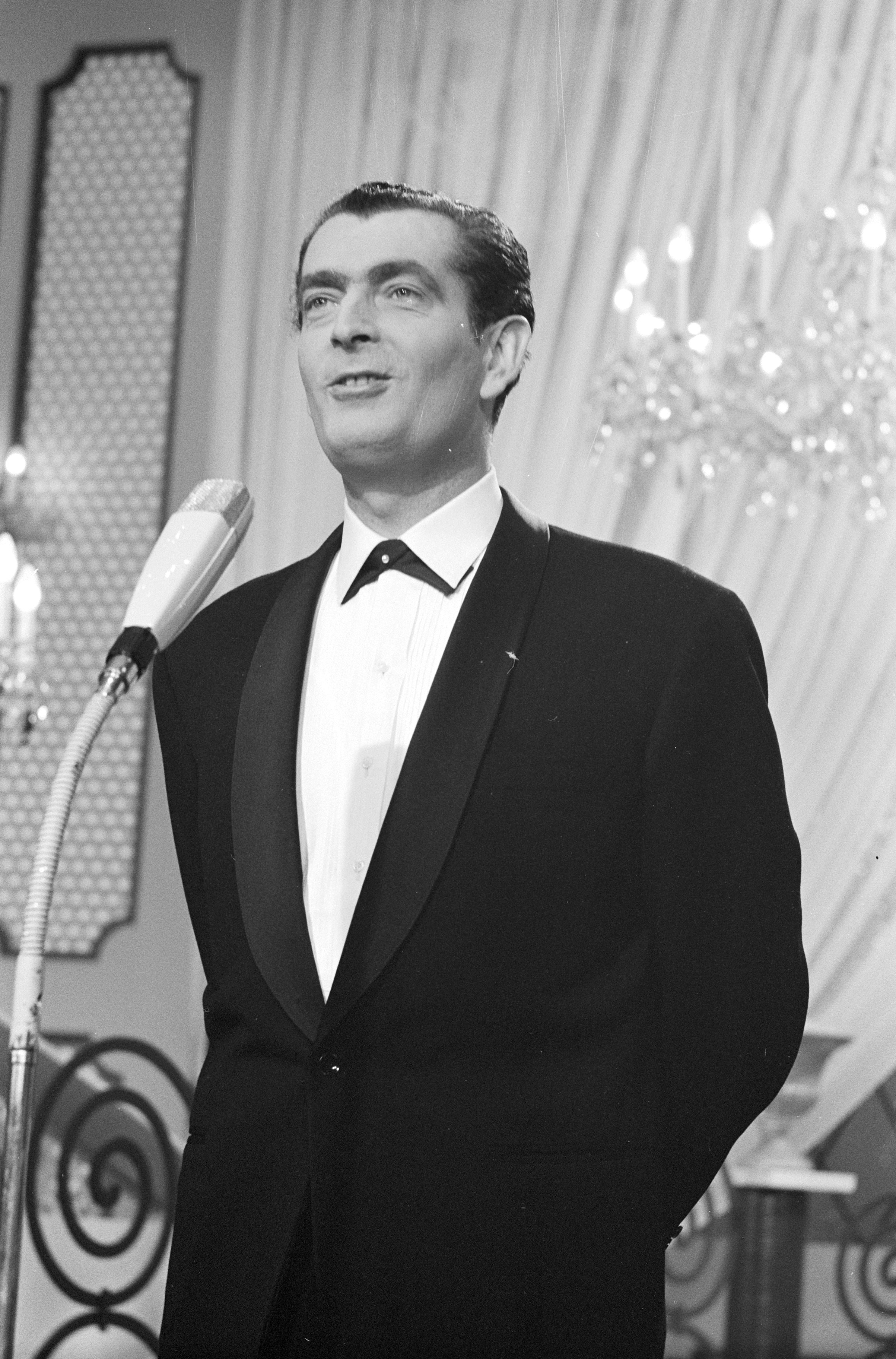
Camillo Felgen à Luxembourg (1962).
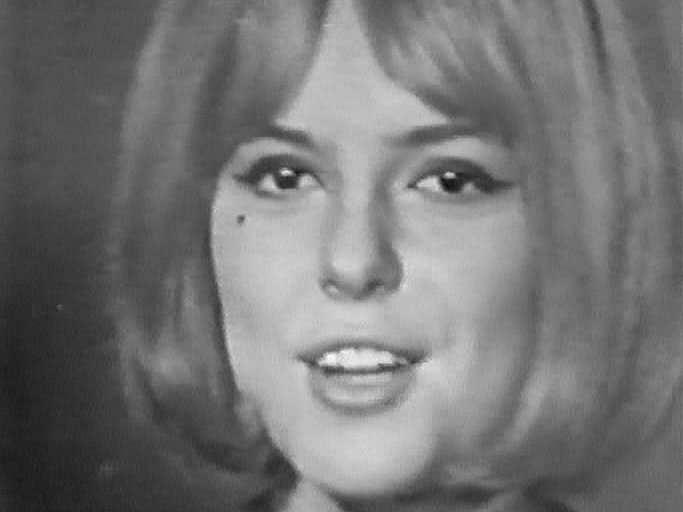
France Gall à Naples (1965).
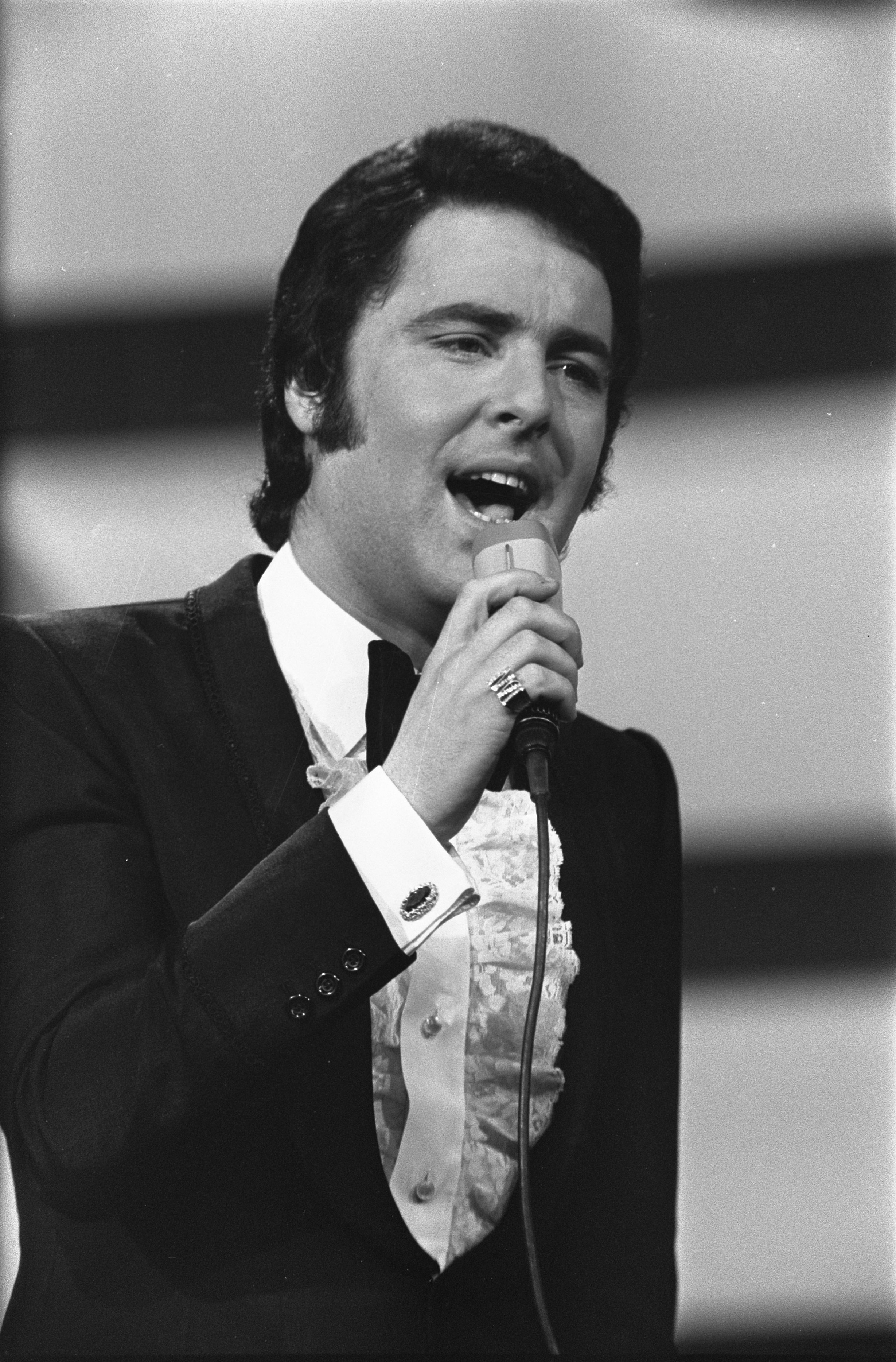
David Alexandre Winter à Amsterdam (1970).
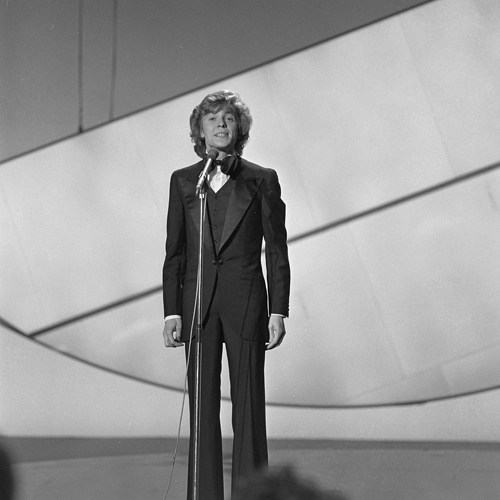
Jürgen Marcus à La Haye (1976).
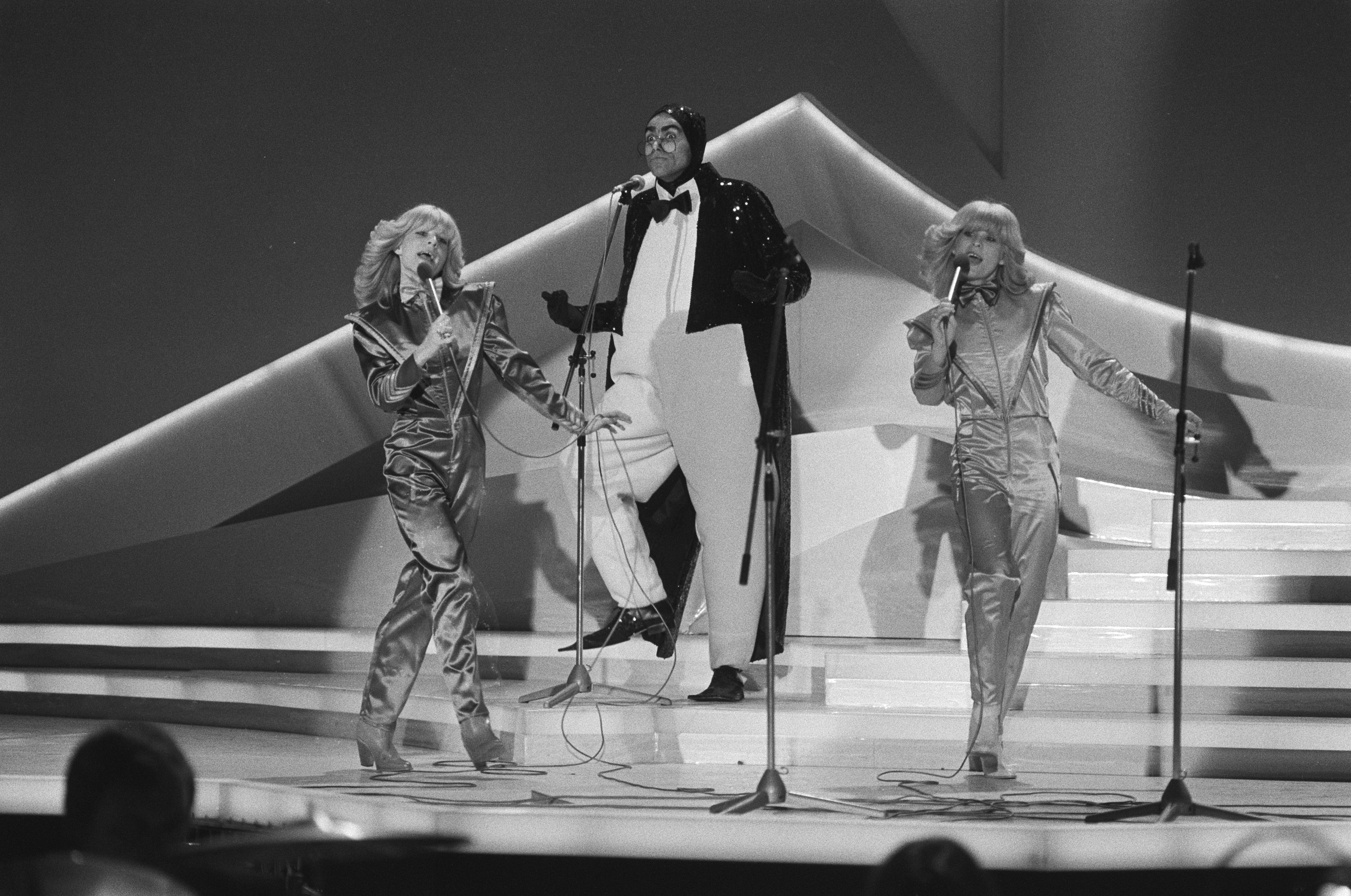
Sophie & Magaly à La Haye (1980).
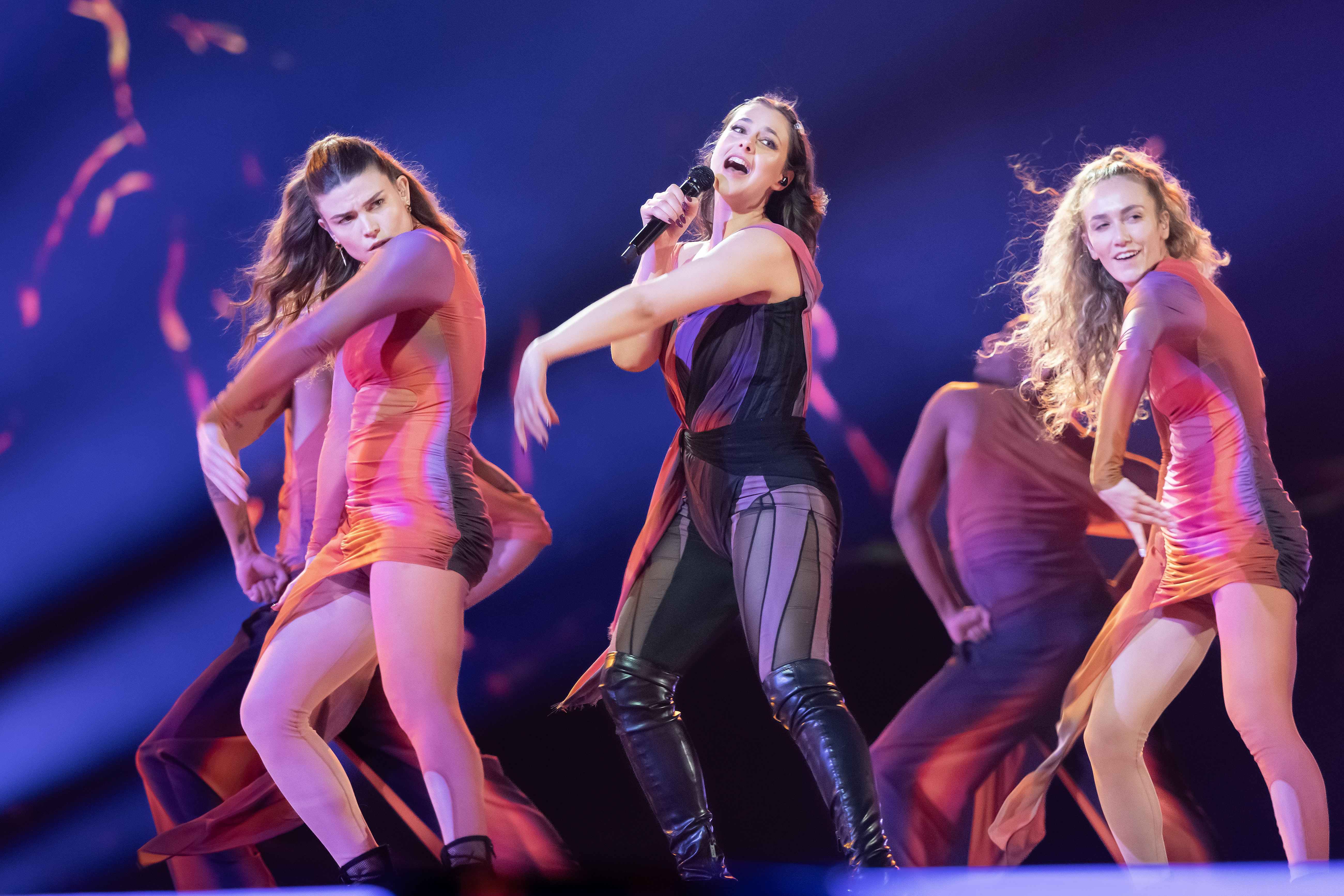
Tali à Malmö (2024).
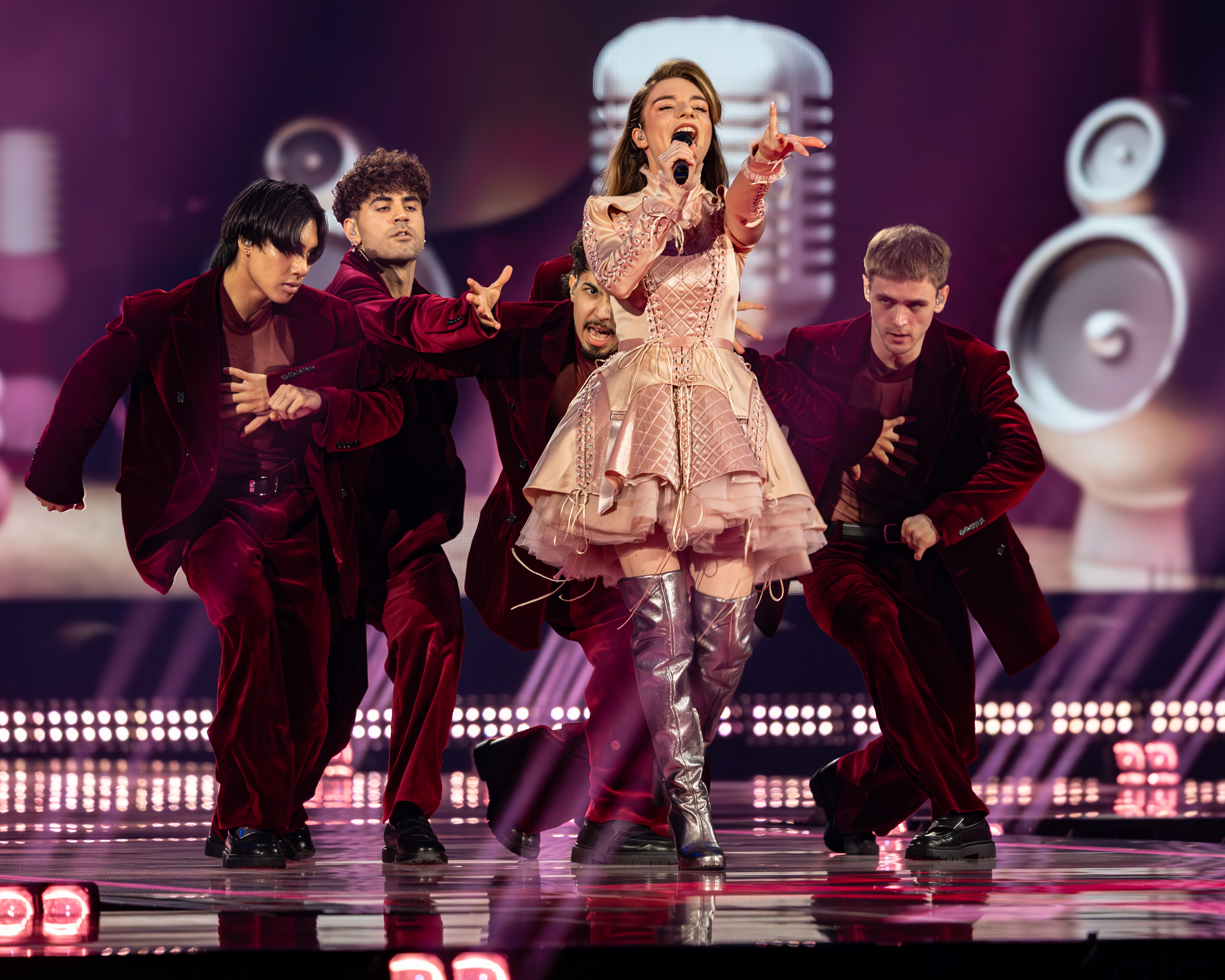
Laura Thorn à Bâle (2025).

## Chefs d'orchestre, commentateurs et porte-paroles
| Année | Chef d'orchestre    | Commentateur(s)                     | Porte-parole      |
| ----- | ------------------- | ----------------------------------- | ----------------- |
| 1956  | Jacques Lasry       | Jacques Navadic                     | -                 |
| 1957  | Willy Berking       | Jacques Navadic                     | ?                 |
| 1958  | Dolf van der Linden | Jacques Navadic                     | ?                 |
| 1959  | retrait             | Jacques Navadic                     | retrait           |
| 1960  | Eric Robinson       | Jacques Navadic                     | ?                 |
| 1961  | Léo Chauliac        | Jacques Navadic                     | ?                 |
| 1962  | Jean Roderès        | Jacques Navadic                     | Jacques Navadic   |
| 1963  | Eric Robinson       | Jacques Navadic                     | ?                 |
| 1964  | Jacques Denjean     | Jacques Navadic                     | ?                 |
| 1965  | Alain Goraguer      | Pierre Tchernia                     | ?                 |
| 1966  | Jean Roderès        | Jacques Navadic                     | Camillo Felgen    |
| 1967  | Claude Denjean      | Jacques Navadic                     | ?                 |
| 1968  | André Borly         | Jacques Navadic                     | ?                 |
| 1969  | Augusto Algueró     | Jacques Navadic                     | ?                 |
| 1970  | Raymond Lefebvre    | Jacques Navadic                     | ?                 |
| 1971  | Jean Claudric       | Jacques Navadic                     | -                 |
| 1972  | Klaus Munro         | Jacques Navadic                     | -                 |
| 1973  | Pierre Cao          | Jacques Navadic                     | -                 |
| 1974  | Charles Blackwell   | Jacques Navadic                     | ?                 |
| 1975  | Phil Coulter        | Jacques Navadic                     | ?                 |
| 1976  | Jo Plée             | Jacques Navadic                     | Jacques Harvey    |
| 1977  | Johnny Arthey       | Jacques Navadic                     | Jacques Harvey    |
| 1978  | Rolf Soja           | Jacques Navadic                     | Jacques Harvey    |
| 1979  | Hervé Roy           | Jacques Navadic                     | Jacques Harvey    |
| 1980  | Norbert Daum        | Jacques Navadic                     | Jacques Harvey    |
| 1981  | Joël Rocher         | Jacques Navadic & Marylène Bergmann | Jacques Harvey    |
| 1982  | Jean Claudric       | Marylène Bergmann                   | Jacques Harvey    |
| 1983  | Michel Bernholc     | Valérie Sarn                        | Jacques Harvey    |
| 1984  | Pascal Stive        | Jacques Navadic & Valérie Sarn      | Jacques Harvey    |
| 1985  | Norbert Daum        | Valérie Sarn                        | Frédérique Ries   |
| 1986  | Rolf Soja           | Valérie Sarn                        | Frédérique Ries   |
| 1987  | Alec Mansion        | Valérie Sarn                        | Frédérique Ries   |
| 1988  | Régis Dupré         | Valérie Sarn                        | Jean-Luc Bertrand |
| 1989  | Benoît Kaufman      | Valérie Sarn                        | Jean-Luc Bertrand |
| 1990  | Thierry Durbet      | Valérie Sarn                        | Jean-Luc Bertrand |
| 1991  | Francis Goya        | Valérie Sarn                        | Jean-Luc Bertrand |
| 1992  | Christian Jacob     | Maurice Molitor                     | ?                 |
| 1993  | Francis Goya        | Maurice Molitor                     | ?                 |
| 2024  | -                   | Raoul Roos & Roger Saurfeld         | Désirée Nosbusch  |

## Historique de vote
Depuis 1975, le Luxembourg a attribué en finale le plus de points à :
| Rang | Pays        | Points |
| ---- | ----------- | ------ |
| 1    | Royaume-Uni | 129    |
| 2    | France      | 125    |
| 3    | Suisse      | 102    |
| 4    | Israël      | 101    |
| 5    | Irlande     | 96     |
| 6    | Allemagne   | 76     |
| 7    | Pays-Bas    | 68     |
| 7    | Portugal    | 68     |
| 9    | Espagne     | 67     |
| 9    | Suède       | 67     |

Depuis 1975, le Luxembourg a reçu en finale le plus de points de la part de :
| Rang | Pays        | Points |
| ---- | ----------- | ------ |
| 1    | Portugal    | 76     |
| 2    | Irlande     | 73     |
| 3    | France      | 67     |
| 4    | Royaume-Uni | 65     |
| 5    | Israël      | 64     |
| 6    | Finlande    | 59     |
| 7    | Suède       | 58     |
| 8    | Belgique    | 54     |
| 9    | Espagne     | 51     |
| 9    | Pays-Bas    | 51     |

### 12 Points
Légende
 Vainqueur - Le Luxembourg a donné 12 points à la chanson victorieuse / Le Luxembourg a reçu 12 points et a gagné le concours
 2e place - Le Luxembourg a donné 12 points à la chanson arrivée à la seconde place / Le Luxembourg a reçu 12 points et est arrivé deuxième
 3e place - Le Luxembourg a donné 12 points à la chanson arrivée à la troisième place / Le Luxembourg a reçu 12 points et est arrivé troisième
 Qualifiée - Le Luxembourg a donné 12 points à une chanson parvenue à se qualifier pour la finale / Le Luxembourg a reçu 12 points et s'est qualifié pour la finale
 Non-qualifiée - Le Luxembourg a donné 12 points à une chanson éliminée durant les demi-finales / Le Luxembourg a reçu 12 points mais n'est pas parvenu à se qualifier pour la finale
| Année         | Attribués   | Attribués           | Reçus                                           | Reçus               |
| Année         | Finale      | Demi-Finale         | Finale                                          | Demi-Finale         |
| 1975          | Royaume-Uni | Pas de demi-finales | Pays-Bas                                        | Pas de demi-finales |
| 1976          | Monaco      | Pas de demi-finales | Aucun                                           | Pas de demi-finales |
| 1977          | Royaume-Uni | Pas de demi-finales | Aucun                                           | Pas de demi-finales |
| 1978          | Israël      | Pas de demi-finales | Espagne Italie Portugal                         | Pas de demi-finales |
| 1979          | France      | Pas de demi-finales | Aucun                                           | Pas de demi-finales |
| 1980          | Pays-Bas    | Pas de demi-finales | Aucun                                           | Pas de demi-finales |
| 1981          | France      | Pas de demi-finales | Aucun                                           | Pas de demi-finales |
| 1982          | Royaume-Uni | Pas de demi-finales | Aucun                                           | Pas de demi-finales |
| 1983          | Allemagne   | Pas de demi-finales | France Grèce Israël Italie Portugal Yougoslavie | Pas de demi-finales |
| 1984          | Belgique    | Pas de demi-finales | Aucun                                           | Pas de demi-finales |
| 1985          | Italie      | Pas de demi-finales | Aucun                                           | Pas de demi-finales |
| 1986          | Suisse      | Pas de demi-finales | Allemagne Norvège                               | Pas de demi-finales |
| 1987          | France      | Pas de demi-finales | Aucun                                           | Pas de demi-finales |
| 1988          | Pays-Bas    | Pas de demi-finales | Finlande Irlande Suisse                         | Pas de demi-finales |
| 1989          | Royaume-Uni | Pas de demi-finales | Aucun                                           | Pas de demi-finales |
| 1990          | Allemagne   | Pas de demi-finales | France                                          | Pas de demi-finales |
| 1991          | Suisse      | Pas de demi-finales | Aucun                                           | Pas de demi-finales |
| 1992          | Malte       | Pas de demi-finales | Aucun                                           | Pas de demi-finales |
| 1993          | Suisse      | Pas de demi-finales | Aucun                                           | Pas de demi-finales |
| 2024 Jury     | Suisse      | Pas de jury         | Israël                                          | Pas de jury         |
| 2024 Télévote | Israël      | Portugal            | Israël                                          | Aucun               |
| 2025 Jury     | France      | Pas de jury         | Aucun                                           | Pas de jury         |
| 2025 Télévote | Israël      | Israël              | Aucun                                           | Aucun               |